# Glenea virens
Glenea virens är en skalbaggsart. Glenea virens ingår i släktet Glenea och familjen långhorningar.

## Underarter
Arten delas in i följande underarter:
- G. v. virens
- G. v. bastiana